# Tracey Needham
Tracey Needham (ur. 28 marca 1967 w Dallas w stanie Teksas) – amerykańska aktorka. Została dostrzeżona przez agenta telewizji CBS na stacji benzynowej. W 1988 r. wysoka (180 cm wzrostu) blondynka zadebiutowała na szklanym ekranie w serialu TV „Gliniarz i prokurator”. Miała wtedy 21 lat. Następne pięć lat spędziła na planie serialu TV „Dzień za dniem" /Life Goes On/ (1989–1993) w roli Paige Thatcher. Potem otrzymała rolę partnerki Harmona Rabba – porucznik Meg Austin w serialu TV JAG (1995–1997; 1998).

## Życie prywatne
1 stycznia 1995 wyszła za mąż za Tommy’ego Hinkleya.

## Filmografia

### Filmy fabularne
- 2010: The Last Harbor jako Sarah Sharpe
- 2006: Kolejne morderstwo (Murder 101) jako Cheryl Collins
- 2004: Anioł w rodzinie (Angel in the Family) jako Sarah
- 1999: Na granicy prawa (Justice) jako Gina Gallagher
- 1989: Rozdanie Shannona (Shannon's Deal) jako Gail (gościnnie)

### Seriale TV
- 2005: Zabójcze umysły jako Marilyn Copeland (gościnnie)
- 2005: CSI : Miami jako Cheri Lyle (gościnnie)
- 2002: Bez śladu jako Joanie McMurphy (gościnnie)
- 2000: CSI : Las Vegas jako Jessica (gościnnie)
- 1995–1996: JAG – Wojskowe Biuro Śledcze jako porucznik Megan „Meg” Austin
- 1989–1993: Dzień za dniem (Life goes on) jako Paige Thatcher
- 1987–1992: Gliniarz i prokurator jako Gloria Connor (gościnnie)